# Af Edholm
af Edholm är en svensk adelssläkt.

Släktens stamfader kommer från gården Holmsta vid Edeforsen i Utanede, Fors socken i Jämtland. Gården hade redan i många generationer gått i arv, när Mårten Esbjörnsson (1741-1805) antog släktnamnet Edholm. Genom sin mor, klockaredottern Ingegärd Nilsdotter, härstammade han från den gamla jämtländska Skanckeätten. Mårten Edholm var länsman. Hans hustru, Magdalena Åström, var dotter till kyrkoherden i Ragunda socken, Carl Åström. Hennes mor, Kajsa Greta Åman, var likaså kyrkoherdedotter; fadern hette Nikolaus Jacobi Åman och var kyrkoherde i Undersåker socken, och modern hette Magdalena Hofverberg. Kajsa Greta Åman var Bureättling. Paret Edholm fick tolv barn. Ett av dessa var medicine doktor, förste arkiater hos kung Karl XIV Johan, samt en av grundarna av Collegium medicum, Erik af Edholm som adlades 1821 med prefixtillägget "af", enligt 1809 års regeringsform varmed endast huvudmannen äger adlig värdighet. Ätten introducerades 1823 på nummer 2292.
Erik af Edholm var gift med Sara Fredrika Isaksdotter Hülphers, dotter till borgaren Isak Vilhelm Abrahamsson Hülphers och Agnes Hazelius. Äldsta dottern Agnes Vilhelmina Magdalena var gift med Fredrik Gabriel Poppius och mor till tullfiskalen Erik Gabriel Poppius, och därmed farmor till bland andra grundaren av Poppius journalistskola, Set Poppius.
Vid Erik af Edholms död blev hans äldste son adelsman efter honom.

## Medlemmar av släkten
- Erik af Edholm (läkare) (1777-1856), medicine doktor, förste arkiater hos kung Karl XIV Johan, en av grundarna av Collegium medicum.
- Erik af Edholm (hovmarskalk) (1817-97), överste, hovmarskalk, chef för de kungliga teatrarna (1866-81)
- Edvard af Edholm (1831-1913), medicine doktor, medicinalråd, överfältläkare, livmedikus hos kung Karl XV från 1866.
- Lotten af Edholm (1839-1930), tonsättare, pionjär inom Röda Korset.